# スピリチュアル・ベガーズ
スピリチュアル・ベガーズ（Spiritual Beggars）は、スウェーデン出身のハードロック/ストーナーロック・バンド。
北欧の実力派ギタリスト、マイケル・アモットが率いていることでも知られる。

## 略歴
1993年、音楽性の相違を理由にカーカスを脱退したマイケル・アモットがスウェーデンに戻って結成。ラインナップはマイケル（ギター）にスパイス（ボーカル、ベース）とラドウィグ・ヴィット（ドラム）を加えたトリオ編成であった。1994年にセルフタイトルのデビューアルバムを発表。以後2年おきにアルバムを発表し、ツアーを行う。
2002年の5thアルバム『オン・ファイア』のレコーディングの前にスパイスが脱退し、新ヴォーカリストとしてJB、ベーシストにロジャー・ニルソンが加入。ロジャーはアルバム一枚に参加した後に脱退し、後任としてアーチ・エネミーのシャーリー・ダンジェロが加入した。
2009年末、7thアルバム『リターン・トゥ・ゼロ』の制作開始前にJBが脱退。代わってラドウィグの友人であり、当時ファイアーウインドやタイム・レクイエムで活動していたアポロ・パパサナシオが加入。2010年には日本のHR/HMフェス「LOUD PARK 10」に参加し、来日を果たした。
2013年、8thアルバム『アース・ブルース』をリリースし、「LOUD PARK 13」に参加。翌年にも来日公演を開催する。
2016年、9thアルバム『サンライズ・トゥ・サンダウン』をリリースし、来日公演。

## メンバー

### 現ラインナップ
- アポロ・パパサナシオ (Apollo Papathanasio) - ボーカル (2010年- )
- マイケル・アモット (Michael Amott) - ギター (1993年- )
- シャーリー・ダンジェロ (Sharlee D'Angelo) - ベース (2005年- )
- ラドウィグ・ヴィット (Ludwig Witt) - ドラムス (1993年- )
- ペル・ヴィバリ (Per Wiberg) - キーボード (1998年- )

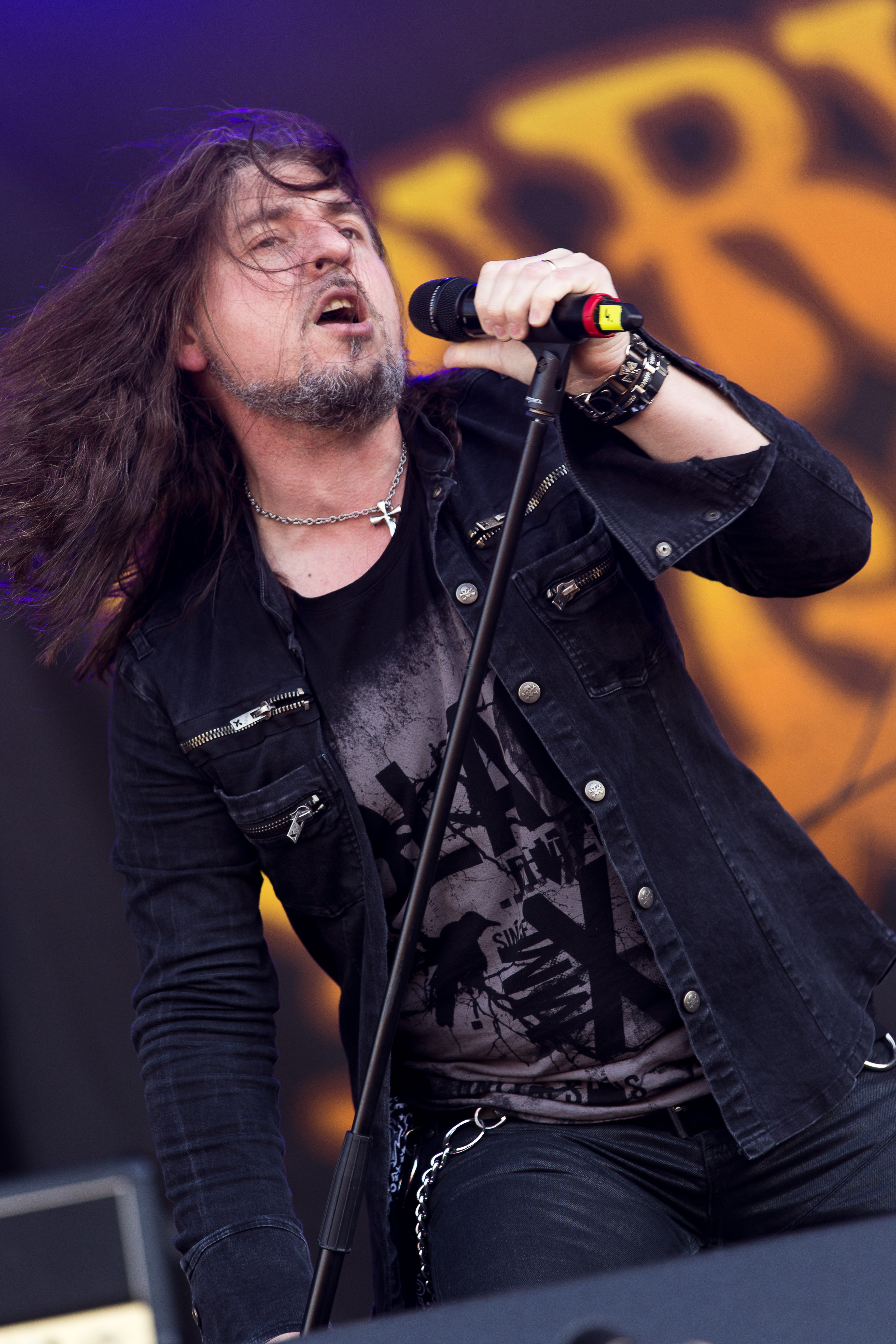
アポロ・パパサナシオ(Vo) 2016年

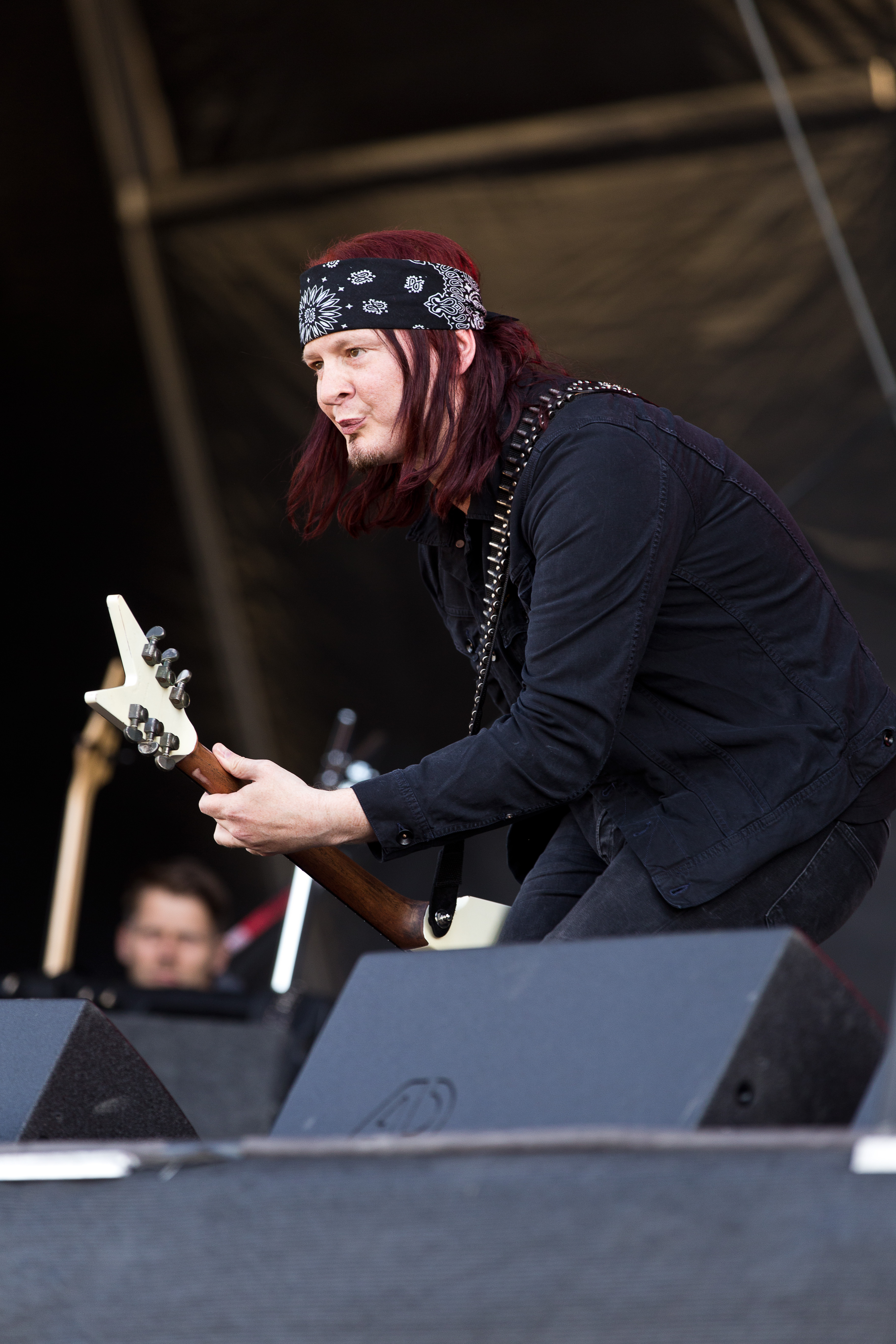
マイケル・アモット(G) 2016年

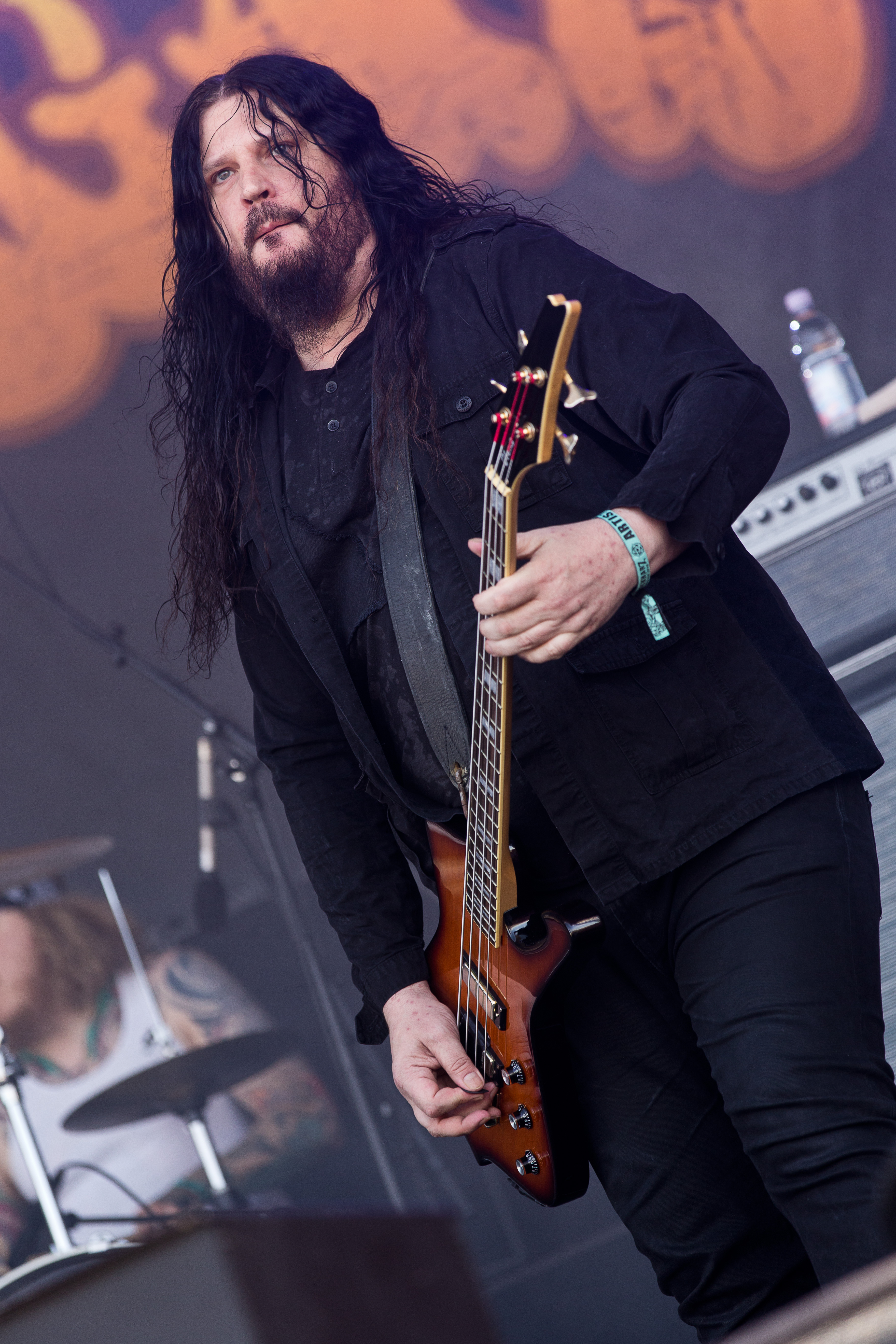
シャーリー・ダンジェロ(B) 2016年

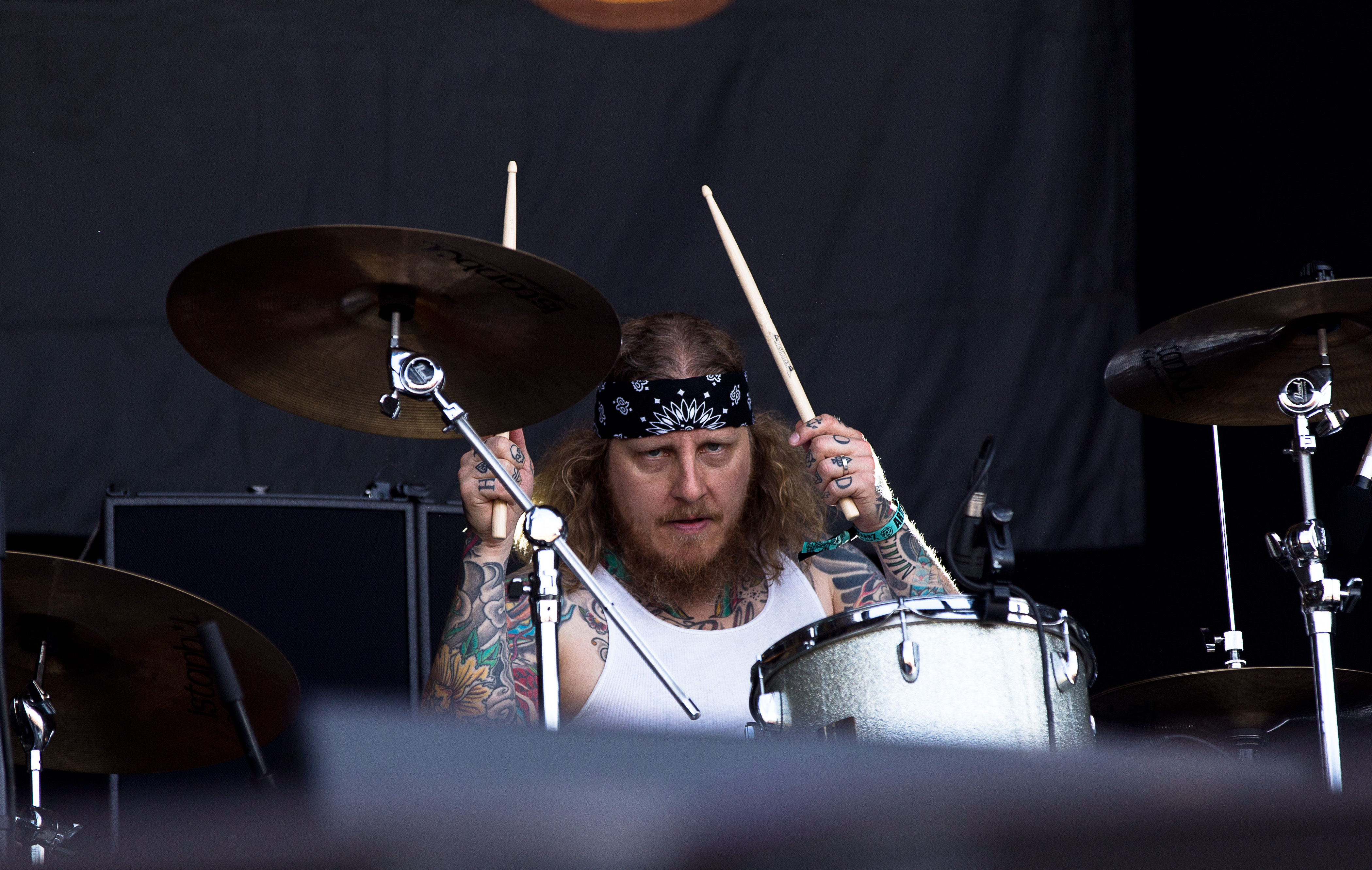
ラドウィグ・ヴィット(Dr) 2016年

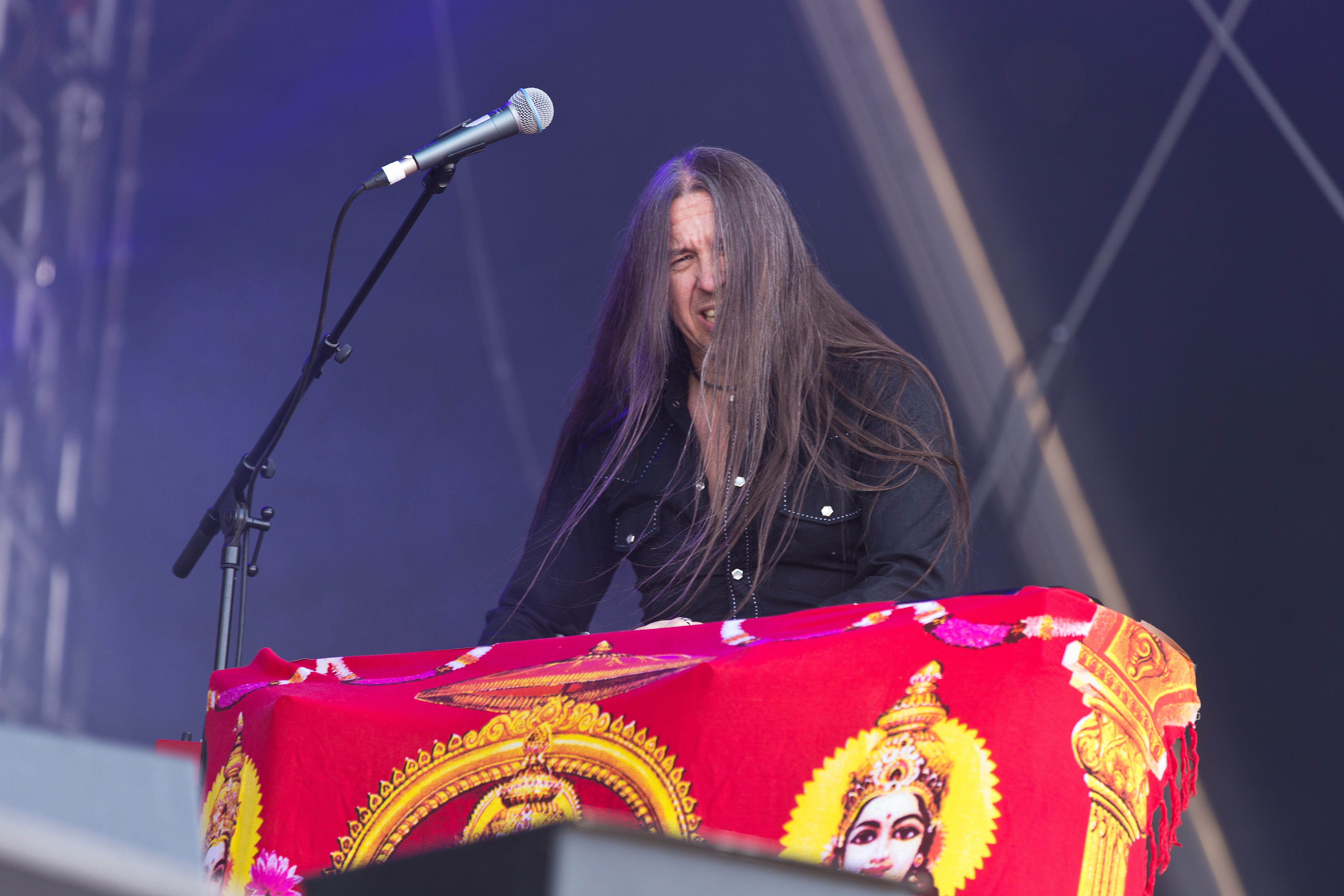
ペル・ヴィバリ(Key) 2016年

サポートメンバーを経て、正式に加入した。
|  |  |  |  |  |  |

### 旧メンバー
- クリスティアン・"スパイス"・ショーストランド (Christian "Spice" Sjöstrand) - ベース、ボーカル (1993年-2001年)
- ロジャー・ニルソン (Roger Nilsson) - ベース (2002年-2004年)
- ヤンネ・"JB"・クリストファーソン (Janne "JB" Christoffersson) - ボーカル (2002年-2009年)

## ディスコグラフィ
※CDの国内盤は2ndから5thアルバムがビクターエンタテインメント、他はトイズファクトリーから発売されている。

### アルバム
- 『スピリチュアル・ベガーズ』 - Spiritual Beggars (1994年)
- 『アナザー・ウェイ・トゥ・シャイン』 - Another Way to Shine (1996年)
- 『マントラIII』 - Mantra III (1998年)
- 『アド・アストラ』 - Ad Astra (2000年)
- 『オン・ファイア』 - On Fire (2002年)
- 『ディーモンズ』 - Demons (2005年)
- 『リターン・トゥ・ゼロ』 - Return to zero (2010年)
- 『アース・ブルース』 - Earth Blues (2013年)
- 『サンライズ・トゥ・サンダウン』 - Sunrise To Sundown (2016年)

### DVD
- 『ライヴ・ファイア』 - Live Fire (2005年)